# Google Code
Google Code – witryna Google z narzędziami programistycznymi, API i zasobami technicznymi. Strona zawiera dokumentacje o narzędziach Google oraz API Google, jak również grupy dyskusyjne i blogi dla programistów korzystających z produktów Google.
W zasobach serwisu istnieją API dla niemal wszystkich popularnych produktów Google, takich jak np. Google Maps, YouTube, Google Apps, a nawet Google Wave.
Na stronie znajdują się także różnorodne produkty i narzędzia programistyczne przeznaczone dla programistów. Google App Engine jest serwisem hostingowym dla aplikacji sieciowych. Project Hosting umożliwia użytkownikom dostępu do kodu open source. Google Web Toolkit pozwala programistom tworzyć aplikacje AJAX w języku Java.
Witryna zawiera również informacje o projektach oprogramowania, w których Google bierze udział, takich jak system operacyjny Android dla telefonów komórkowych czy OpenSocial.

## Ograniczenia dostępu
Dostęp do witryny Google Code i jej zawartości jest zablokowany dla krajów znajdujących się na amerykańskiej liście sankcji agencji Office of Foreign Assets Control, włączając w to Kubę, Iran, Libię, Koreę Północną, Sudan oraz Syrię.